# Steuben (Nueva York)
Steuben es un pueblo ubicado en el condado de Oneida en el estado estadounidense de Nueva York. En el año 2000 tenía una población de 1,172 habitantes y una densidad poblacional de 10.6 personas por km².

## Geografía
Steuben se encuentra ubicado en las coordenadas 43°20′16″N 75°14′57″O / 43.33778, -75.24917.

## Demografía
Según la Oficina del Censo en 2000 los ingresos medios por hogar en la localidad eran de $41,136 y los ingresos medios por familia eran $44,583. Los hombres tenían unos ingresos medios de $29,625 frente a los $21,635 para las mujeres. La renta per cápita para la localidad era de $17,385. Alrededor del 9.9% de la población estaban por debajo del umbral de pobreza.